# 허큘리스자리 뮤
허큘리스자리 뮤는 허큘리스자리에 있는 항성계로, 지구에서 약 27.4광년 떨어진 곳에 있다. 사실 뮤는 세 개의 별로 이루어진 삼중성계이다. 주성 A(분광쌍성일 가능성이 높다)는 거의 태양과 물리적 조성이 같지만 나이를 좀 더 먹은 것으로 보인다. 질량은 태양의 1.1배이며 거성으로 팽창하는 과정에 있다. A와 B-C는 서로 286천문단위 떨어져 있다. B와 C는 서로 11.4천문단위 떨어져 있다. 이들의 궤도 이심률은 0.18로 두 집단은 9.4에서 13.5천문단위 사이로 서로간의 거리가 변한다. B와 C는 둘 다 적색 왜성이다.

## 허큘리스자리 뮤 D? 혹은 행성?
주성 A는 분광쌍성이거나, 혹은 큰 질량의 행성을 거느리고 있을 가능성이 있다. 만약 동반 천체가 존재한다면, 이들은 17.2천문단위 떨어져 있으며 궤도 이심률은 0.34일 것이다. 그럼에도 불구하고 이런 천체의 존재는 아직 검증되지 않았다.

## 같이 보기
- 가까운 밝은 별